# Целла

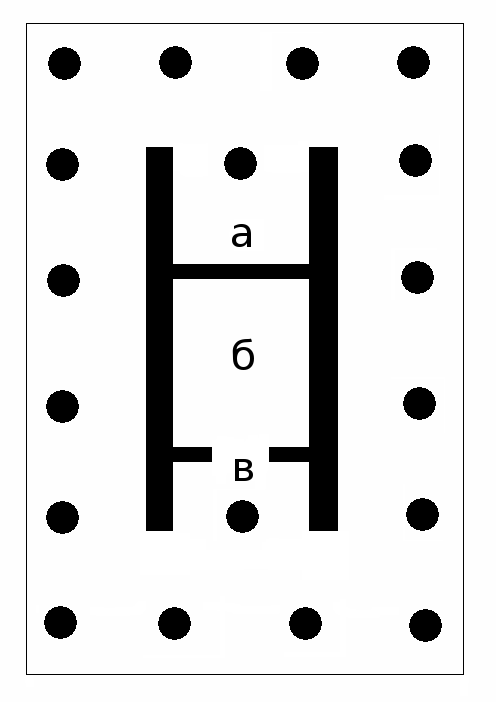
Периптер: б — целла

Целла (лат. cella) — головне приміщення, власне святилище, античного храму, де містилося скульптурне зображення божества. Перед вхідними дверима до целли звичайно знаходився портик з парним числом колон. У периптеричних храмах целла з усіх боків була оточеною колонадою.